# Агатон Моравски
Агатон Моравски (грч. Ἀγαθῶνος Μωράβων, лат. Agathon archiepiscopus) је био православни архијереј из друге половине 9. века, који је као јерарх моравски учествовао у раду помесног Цариградског сабора, одржаног током 879. и 880. године. Припадао је јерархији Цариградске патријаршије, али у науци постоје недоумице поводом његовог јерархијског степена и значења моравске одреднице у његовој титули. Поједини истраживачи су сматрали да тај термин упућује на Великоморавску кнежевину, али та претпоставка није шире прихваћена. Савремени истраживачи су показали да је Агатон био митрополит, чија се митрополија налазила у области реке Мораве (у данашњој Србији). У то време, српско Поморавље је било под влашћу бугарских владара. Наследницом Агатонове архијерејске катедре сматра се потоња Епархија браничевска.